# Campo de morango
Campo de morango è un singolo della cantante brasiliana Luísa Sonza, pubblicato il 15 agosto 2023 come primo estratto dal terzo album in studio Escândalo íntimo.

## Video musicale
Il video musicale, diretto da Diego Fraga, è stato reso disponibile in concomitanza con l'uscita del brano attraverso il canale YouTube dell'artista.

## Tracce
Testi e musiche di Luísa Sonza, Carolzinha, Douglas Moda, Jahnei Clarke, Jenni Mosello, Lucas Vaz, Mason Sacks e Roy Lenzo.
1. Campo de morango – 1:16

## Formazione
- Luísa Sonza – voce
- Douglas Moda – produzione
- Jahnei Clarke – produzione
- Mason Sacks – produzione
- Roy Lenzo – produzione
- Arthur Luna – mastering
- Luciano Scalercio – missaggio
- Jonathan "Yoni" Asperil – registrazione

## Classifiche
| Classifica (2023) | Posizione massima |
| ----------------- | ----------------- |
| Brasile           | 14                |
| Portogallo        | 41                |